# Аранська говірка

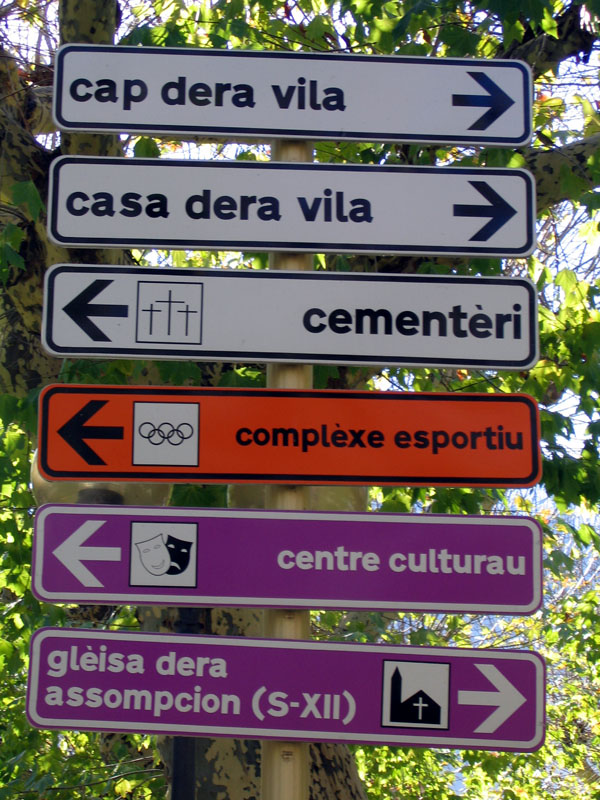
Використання аранської говірки окситанської мови для дорожніх вказівників у Бусосі, район Баль-д'Аран

Ара́нська гові́рка (офіційно у документах Генеральної ради Арану та Жанаралітату Каталонії вона називається аранською мовою) — кодифікована говірка гасконського діалекту окситанської мови, якою говорять у районі (кумарці) Баль-д'Аран в Автономній області Каталонія.
Аранська говірка має офіційний статус відповідно до Закону про лінгвістичну нормалізацію у Каталонії. З 1984 р. вона вивчається у школах. Близько 90 % мешканців Баль-д'Аран її розуміють і 65 % можуть нею говорити. Усі вказівники та написи у районі зроблено аранською говіркою. Також в усіх іспанських та каталонських документах топоніми Баль-д'Арану подаються в окситанському варіанті.
Більшість аранців вільно говорять також каталанською, іспанською та французькою (каталанська та іспанська мови, разом з аранською, мають статус офіційних у районі).

## Вживання мови
|                                                             | Кількість осіб | Відсоток |
| ----------------------------------------------------------- | -------------- | -------- |
| Розуміють аранську говірку                                  | 6712           | 88,88 %  |
| Можуть говорити аранською                                   | 4700           | 62,24 %  |
| Вміють читати аранською                                     | 4413           | 58,44 %  |
| Можуть писати аранською                                     | 2016           | 26,69 %  |
| Джерело: IDESCAT, Опитування з приводу знання мов у 2001 р. |                |          |

## Порівняння аранської говірки з сусідніми романськими мовами
| Латина    | Французька | Італійська | Іспанська | Арагонська          | Каталанська | Аранська говірка | Український переклад    |
| --------- | ---------- | ---------- | --------- | ------------------- | ----------- | ---------------- | ----------------------- |
| FESTA     | fête       | festa      | fiesta    | fiesta              | festa       | hèsta            | свято                   |
| LUNA      | lune       | luna       | luna      | luna                | lluna       | lua              | Місяць (супутник Землі) |
| MELE      | miel       | miele      | miel      | miel                | mel         | mèu              | мед                     |
| CASTELLUM | château    | castello   | castillo  | castiello / castiel | castell     | castèth          | за́мок                   |
| ILLA      | elle       | lei        | ella      | ela                 | ella        | era              | вона                    |
| RIDERE    | rire       | ridere     | reir      | redir               | riure       | arrir            | сміятися                |
| CAPRA     | chèvre     | capra      | cabra     | craba               | cabra       | craba            | коза́                    |